# S.T. Power Project Town
S.T. Power Project Town là một thị trấn thống kê (census town) của quận Puruliya thuộc bang Tây Bengal, Ấn Độ.

## Nhân khẩu
Theo điều tra dân số năm 2001 của Ấn Độ, S.T. Power Project Town có dân số 4678 người. Phái nam chiếm 56% tổng số dân và phái nữ chiếm 44%. S.T. Power Project Town có tỷ lệ 88% biết đọc biết viết, cao hơn tỷ lệ trung bình toàn quốc là 59,5%: tỷ lệ cho phái nam là 93%, và tỷ lệ cho phái nữ là 82%. Tại S.T. Power Project Town, 7% dân số nhỏ hơn 6 tuổi.